# Rali Dakar de 1979
Rali Dakar 1979, ou Rali Paris-Dacar 1979, foi a 1ª edição da corrida de rali mais exigente do mundo. Ocorreu entre os dias 26 de Dezembro de 1978 e 14 de Janeiro de 1979, sendo sua largada em frente a Torre Eiffel, em Paris e a chegada na cidade de Dakar, capital do Senegal, (ex-colônia francesa), depois de atravessar o mediterrâneo e cruzar terras do deserto do Saara de norte a sul.
Dos 182 participantes que largaram, apenas 74 cruzaram a linha de chegada.

## Resumo
Um total de 182 concorrentesSource (80 automóveis, 90 motos e 12 camiões ) disputaram o Rali Paris-Dakar inaugural, partindo da Place du Trocadéro no dia 26 de dezembro de 1978 para embarcar numa viagem de 10.000 quilómetros até à capital senegalesa de Dakar, via Argélia, Níger, Mali e Alto Volta. Todos os veículos participantes foram classificados em conjunto, embora viriam a competir separadamente nas edições seguintes da prova.
Cyril Neveu venceu o rali a bordo de uma Yamaha apesar de não ter vencido nenhuma etapa, assumindo a liderança na sexta etapa depois de Patrick Schaal (Yamaha) ter caído e fracturado o dedo mindinho. Jean-Claude Morellet, competindo sob o pseudónimo de "Fenouil", estava em segundo lugar até ser forçado a abandonar, pois a sua BMW sofreu uma falha de motor a menos de 200 km do final do rali. Isto promoveu Gilles Comte (Yamaha) para segundo e Philippe Vassard (Honda), o único concorrente a completar a etapa Bamako-Nioro no tempo originalmente previsto antes de ser prolongado, para terceiro.
O Range Rover de Alain Génestier foi o melhor dos automóveis, ficando em quarto lugar, à frente do Renault 4 dos irmãos Marreau. O irmão de Neveu, Christophe, liderou o rali no início do rali depois de vencer duas das três primeiras etapas no seu Range Rover, mas perdeu-se na etapa entre Arlit e Agadez juntamente com cerca de um quarto dos restantes concorrentes.

## Etapas
| 1 | 26 de Dezembro de 1978      | Paris                  | Montlhéry              | 3.6                    | C. Neveu               | C. Desnoyers           |                        |                        |                        |                        |                        |
| 1 | 27 de Dezembro de 1978      | Montlhéry              | Marselha               |                        | ligação                | ligação                |                        |                        |                        |                        |                        |
|   | 28 a 30 de Dezembro de 1978 | Transporte até África  | Transporte até África  | Transporte até África  | Transporte até África  | Transporte até África  | Transporte até África  | Transporte até África  | Transporte até África  | Transporte até África  | Transporte até África  |
| 2 | 31 de Dezembro de 1978      | Argel                  | Reggane                |                        | Ligação                | Ligação                |                        |                        |                        |                        |                        |
| 2 | 1 de Janeiro de 1979        | Reggane                | Ain Salah              | 270                    | J. Privé               | C. Rayer               |                        |                        |                        |                        |                        |
| 2 | 2 de Janeiro de 1979        | Ain Salah              | Tamanghasset           |                        | Ligação                | Ligação                |                        |                        |                        |                        |                        |
| 3 | 3 de Janeiro de 1979        | Tamanghasset           | In Guezzam             | 373                    | C. Neveu               | R. Potisek             |                        |                        |                        |                        |                        |
| 3 | 4 de Janeiro de 1979        | Assamakka              | Arlit                  | 230                    | G. Daurangeon          | P. Schaal              |                        |                        |                        |                        |                        |
| 3 | 5 de Janeiro de 1979        | Arlit                  | Agadez                 | 231                    | P-L. Moreau            | J-C. Olivier           |                        |                        |                        |                        |                        |
| 4 | 6 de Janeiro de 1979        | Agadez                 | Niamey                 | 230                    | C. Marreau             | J-C. Olivier           |                        |                        |                        |                        |                        |
| 5 | 7 de Janeiro de 1979        | Iquique                | Gao                    | 448                    | Etapa cancelada        | Etapa cancelada        |                        |                        |                        |                        |                        |
|   | 8 de Janeiro de 1979        | Dia de descanso em Gao | Dia de descanso em Gao | Dia de descanso em Gao | Dia de descanso em Gao | Dia de descanso em Gao | Dia de descanso em Gao | Dia de descanso em Gao | Dia de descanso em Gao | Dia de descanso em Gao | Dia de descanso em Gao |
| 6 | 9 de Janeiro de 1979        | Gao                    | Mopti                  | 600                    | A. Génestier           | G. Comte               |                        |                        |                        |                        |                        |
| 6 | 10 de Janeiro de 1979       | Mopti                  | Bamako                 |                        | ligação                | ligação                |                        |                        |                        |                        |                        |
| 7 | 11 de Janeiro de 1979       | Bamako                 | Nioro du Sahel         | 417                    | C. Giraudo             | P. Vassard             |                        |                        |                        |                        |                        |
| 8 | 12 de Janeiro de 1979       | Nioro du Sahel         | Kayes                  | 270                    | Não declarado          | C. Rayer               |                        |                        |                        |                        |                        |
| 8 | 13 de Janeiro de 1979       | Kayes                  | Bakel                  |                        | Ligação                | Ligação                |                        |                        |                        |                        |                        |
| 8 | 14 de Janeiro de 1979       | Bakel                  | Dakar                  | 96                     | H. Rigal               | G. Comte               |                        |                        |                        |                        |                        |

- As distâncias acima mencionadas (in quilómetros) dizem respeito apenas aos troços cronometrados das etapas, que totalizam 3,168 km.

## Classificação final
| Classificação final (top 10) | Classificação final (top 10) | Classificação final (top 10)                      | Classificação final (top 10) | Classificação final (top 10) |
| Pos.                         | No.                          | Concorrente(s)                                    | Veículo                      | Classe                       |
| ---------------------------- | ---------------------------- | ------------------------------------------------- | ---------------------------- | ---------------------------- |
| 1                            | 12                           | Cyril Neveu                                       | Yamaha XT 500                | Moto                         |
| 2                            | 2                            | Gilles Comte                                      | Yamaha XT 500                | Moto                         |
| 3                            | 23                           | Philippe Vassard                                  | Honda XL 250S                | Moto                         |
| 4                            | 162                          | Alain Génestier Joseph Terbiaut Jean Lemordant    | Range Rover V8               | Auto                         |
| 5                            | 131                          | Claude Marreau Bernard Marreau                    | Renault 4 Sinpar             | Auto                         |
| 6                            | 52                           | Alain Schaecht                                    | Honda XL 250S                | Moto                         |
| 7                            | 143                          | Cesare Giraudo Antonio Cavalleri Mario Cavalleri  | Fiat Campagnola              | Auto                         |
| 8                            | 3                            | Christian Rayer                                   | Yamaha XT 500                | Moto                         |
| 9                            | 141                          | Tommaso Carletti Amarilli Carletti                | Fiat Campagnola              | Auto                         |
| 10                           | 134                          | Alain Vandekerkhove Gérard Dutertry Daniel Pichot | Toyota BJ                    | Auto                         |

| Classificação final (posições 11–74) | Classificação final (posições 11–74) | Classificação final (posições 11–74)                      | Classificação final (posições 11–74) | Classificação final (posições 11–74) |
| Pos.                                 | No.                                  | Concorrente(s)                                            | Veículo                              | Classe                               |
| ------------------------------------ | ------------------------------------ | --------------------------------------------------------- | ------------------------------------ | ------------------------------------ |
| 11                                   | 73                                   | Jacques Maitrot                                           | Honda XL 250S                        | Moto                                 |
| 12                                   | 65                                   | Hubert Auriol                                             | Yamaha XT 500                        | Moto                                 |
| 13                                   | 21                                   | Bernard Neimer                                            | Honda XL 250S                        | Moto                                 |
| 14                                   | 34                                   | Bernard Atanne                                            | Honda XL 250S                        | Moto                                 |
| 15                                   | 64                                   | Laurent Gomis                                             | Suzuki SP 370                        | Moto                                 |
| 16                                   | 100                                  | Hubert Rigal Dominique Rochette                           | Range Rover V8                       | Auto                                 |
| 17                                   | 140                                  | Agostino Tocci Carlo Fucci                                | Fiat Campagnola                      | Auto                                 |
| 18                                   | 125                                  | Guy Chambily Michel Desaunay                              | Toyota BJ                            | Auto                                 |
| 19                                   | 41                                   | Martine de Cortanze                                       | Honda XL 250S                        | Moto                                 |
| 20                                   | 16                                   | Jean Pierre Dos Reis                                      | Honda XL 250S                        | Moto                                 |
| 21                                   | 74                                   | Guy Albaret                                               | Yamaha XT 500                        | Moto                                 |
| 22                                   | 70                                   | Alain Padou                                               | Honda XL 250S                        | Moto                                 |
| 23                                   | 150                                  | Jean-Jacques Ratet Robert Ignazi                          | Toyota BJ                            | Auto                                 |
| 24                                   | 55                                   | Alain Martin                                              | Honda XL 250S                        | Moto                                 |
| 25                                   | 139                                  | Philippe Catel Anne Catel                                 | Range Rover V8                       | Auto                                 |
| 26                                   | 121                                  | Michel Delannoy Frédéric Harrewyn                         | Toyota Diesel                        | Auto                                 |
| 27                                   | 133                                  | Henri Mouren Henri Braquet                                | Toyota BJ                            | Auto                                 |
| 28                                   | 132                                  | Pierre Minonzio Jean-Louis Ledentu                        | Lada Niva                            | Auto                                 |
| 29                                   | 26                                   | Henri Gabrelle                                            | Honda XL 250S                        | Moto                                 |
| 30                                   | 58                                   | Eric Popineau                                             | Honda XL 250S                        | Moto                                 |
| 31                                   | 142                                  | Franco Arbizzi Giovanni Crappolo                          | Fiat Campagnola                      | Auto                                 |
| 32                                   | 17                                   | Patrice Taravella                                         | Honda XL 250S                        | Moto                                 |
| 33                                   | 76                                   | Pierre Berty                                              | Yamaha XT 500                        | Moto                                 |
| 34                                   | 29                                   | Marie Ertaud                                              | Yamaha XT 500                        | Moto                                 |
| 35                                   | 13                                   | Patrick Beaufront                                         | Yamaha XT 500                        | Moto                                 |
| 36                                   | 54                                   | Bernard Gautier                                           | Honda XL 250S                        | Moto                                 |
| 37                                   | 112                                  | Claude Neveu Gary Carrera Gilles Maurice                  | Toyota BJ                            | Auto                                 |
| 38                                   | 11                                   | Yves Bon                                                  | Yamaha XT 500                        | Moto                                 |
| 39                                   | 47                                   | Daniel Piton                                              | Kawasaki KL 250                      | Moto                                 |
| 40                                   | 68                                   | Didier Boucher                                            | Yamaha XT 500                        | Moto                                 |
| 41                                   | 135                                  | Dominique Fougerouse Christine Beckers Marguerite Ondarts | Toyota BJ                            | Auto                                 |
| 42                                   | 107                                  | Christian Duboscq Pierre-Emmanuel Froissart               | Lada Niva                            | Auto                                 |
| 43                                   | 10                                   | Thierry Pascault                                          | Yamaha XT 500                        | Moto                                 |
| 44                                   | 180                                  | Jean-François Dunac François Beau Jean-Pierre Chapel      | Pinzgauer 6X6                        | Trucks                               |
| 45                                   | 42                                   | Pascale Geurie                                            | Honda XL 250S                        | Moto                                 |
| 46                                   | 18                                   | Pierre Mengue                                             | Yamaha XT 500                        | Moto                                 |
| 47                                   | 113                                  | Jean-Michel Bordais Marcel Quie                           | Range Rover V8                       | Auto                                 |
| 48                                   | 83                                   | Bernard Rigoni                                            | Guzzi TT 500                         | Moto                                 |
| 49                                   | 110                                  | François Forestier Philippe Meneau                        | Toyota BJ                            | Auto                                 |
| 50                                   | 62                                   | Alain Vial                                                | Suzuki SP 370                        | Moto                                 |
| 51                                   | 172                                  | Jean-Pierre Kurrer Jean-Claude Henriet                    | Cournil                              | Auto                                 |
| 52                                   | 176                                  | Claude Sezalory Diven Casarini Alain Defrémont            | Toyota BJ                            | Auto                                 |
| 53                                   | 117                                  | Bernard Lemonnier Jacqueline Lemonnier                    | Toyota Diesel                        | Auto                                 |
| 54                                   | 138                                  | Gérard Sarrazin Lucette Sarrazin                          | Range Rover V8                       | Auto                                 |
| 55                                   | 157                                  | Dominique Fondrillon Marcel Schaecht                      | Toyota BJ                            | Auto                                 |
| 56                                   | 106                                  | Max Hugueny Bernard Trévidic                              | Toyota Diesel                        | Auto                                 |
| 57                                   | 104                                  | Jean-François Piot Pierre Raux Jean-Pierre Boulme         | Toyota BJ                            | Auto                                 |
| 58                                   | 28                                   | Max Commençal                                             | Yamaha XT 500                        | Moto                                 |
| 59                                   | 192                                  | Daniel Petit Françis Mare                                 | Unic                                 | Trucks                               |
| 60                                   | 101                                  | Maurice Calamel Michel Calamel                            | Land Rover                           | Auto                                 |
| 61                                   | 175                                  | René Banino Henri Legourriérec                            | Toyota BJ                            | Auto                                 |
| 62                                   | 166                                  | Jean Dominique Clément Anne Clément                       | Land Rover                           | Auto                                 |
| 63                                   | 72                                   | Guy Leconte                                               | Yamaha XT 500                        | Moto                                 |
| 64                                   | 57                                   | Thierry Roghe                                             | Honda XL 250S                        | Moto                                 |
| 65                                   | 19                                   | Grégoire Verhaeghe                                        | Honda XL 125S                        | Moto                                 |
| 66                                   | 171                                  | Philippe Chapel Sannier Yves Belleville                   | Range Rover V8                       | Auto                                 |
| 67                                   | 174                                  | Michel Puren Pierre Dumas                                 | Range Rover V8                       | Auto                                 |
| 68                                   | 170                                  | Gil Guillot Patrice Pradeau                               | Cournil                              | Auto                                 |
| 69                                   | 164                                  | Olivier Turcat Dominique de Araujo                        | Cournil                              | Auto                                 |
| 70                                   | 118                                  | Pierre Chamagne Raymond Thérage                           | Peugeot 504                          | Auto                                 |
| 71                                   | 103                                  | Daniel Nollan Philippe Hayat Jean-Pierre Domblides        | Renault KZ                           | Auto                                 |
| 72                                   | 187                                  | Alain Mekki Jean Neault                                   | Unic                                 | Trucks                               |
| 73                                   | 165                                  | Marc André Philippe Puyfoulhoux                           | Peugeot 404 Plateu                   | Auto                                 |
| 74                                   | 127                                  | Pierre Bouille Gilles Morel                               | Renault 5                            | Auto                                 |

## Ligações Externas
- Sítio Oficial